# Paranatama
Paranatama es un municipio brasileño del estado de Pernambuco. Tiene una población estimada al 2020 de 11 566 habitantes.

## Historia
El nombre del municipio viene de los Indios Itacoatiara, primitivos habitantes de la región. Antiguo distrito de Garanhuns, Paranatama inicialmente era llamada de Serrinha do Catimbau, debido a la Sierra del Catimbau. Fue elevada a villa por el decreto-ley nº 92, del 31 de marzo de 1938, y pasó a ser denominada Itacoatiara. En 1943, cambió nuevamente su nombre a  Paranatama. Se hizo municipio autónomo el 20 de diciembre de 1963 y su instalación fue el 4 de febrero de 1964. Según Roberto Harrop Galvão, el nombre Paranatama fue una invención del Tupí, y quiere decir región de los ríos (paraná: río + retama: tierra, lugar).

## División administrativa
El municipio está compuesto por el distrito sede y por los poblados de Brejo Velho y Alto da Serra.